# Projekt 955
Projekt 955 (jinak též třída Borej) je třída raketonosných ponorek Ruského námořnictva s jaderným pohonem, které jsou stavěny jako náhrada raketonosných ponorek Projektu 667BDRM a Projektu 941 Akula. Vývoj započal v druhé polovině 80. let v CKB Rubin pod vedením šéfkonstruktéra V. N. Zdornova a vyústil ve stavbu první třídy ruských ponorek vyvinutých po skončení studené války. K roku 2023 bylo šest ponorek ve službě a další čtyři byly rozestavěné. Ruské námořnictvo plánuje do roku 2027 zařadit do své floty 14 ponorek této třídy.

## Stavba a uživatelé

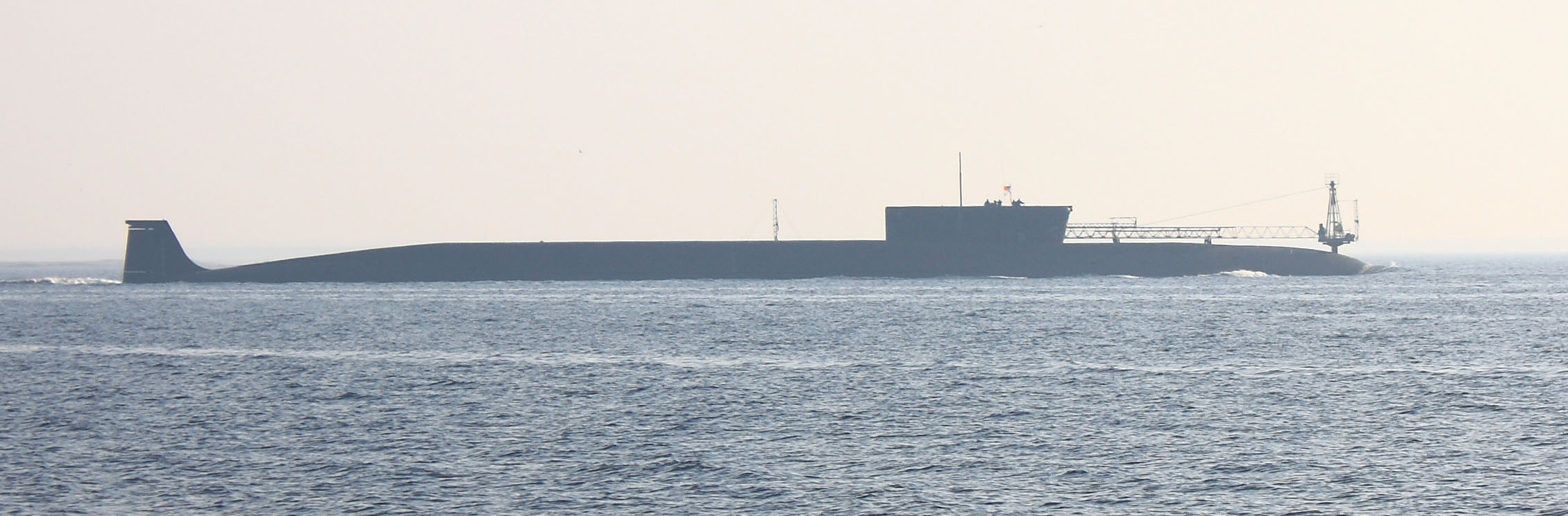
Ponorka Jurij Dolgorukij během zkoušek

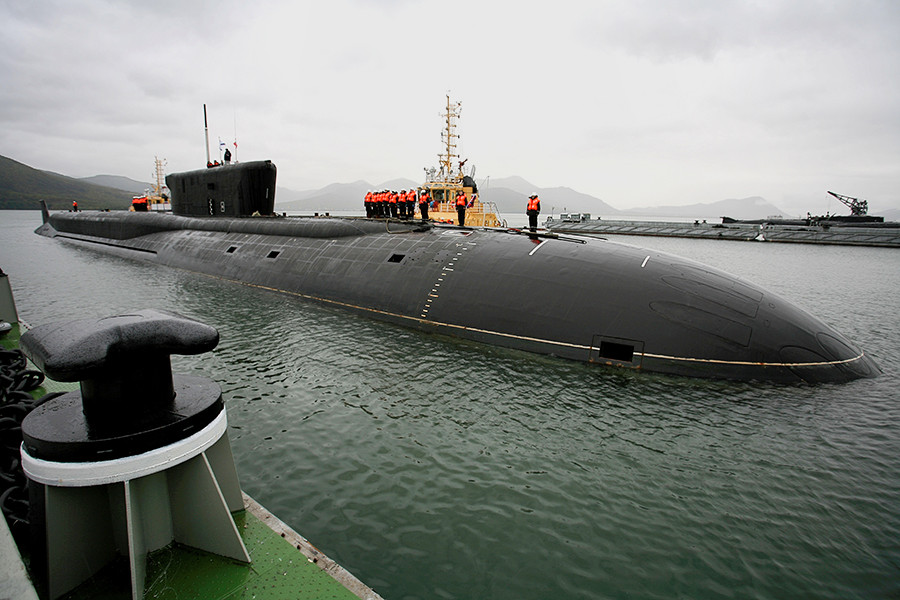
K-550 Alexandr Něvskij

Výroba ponorky Jurij Dolgorukij byla zahájena v roce 1996 pod označením Projekt 935 Borej. Tradičně se jí ujala konstrukční kancelář Rubin. Tehdy se předpokládalo, že ponorky budou vyzbrojeny 12 balistickými raketami typu R-39M Grom (v kódu NATO SS-N-28). Po zastavení vývoje ponorky Projektu 935 původně s 12 sily pro rakety, pro vysokou finanční náročnost, složitost a finanční situaci Ruska byl celý projekt zrušen a nahrazen tvarově a vzhledově úplně jinou ponorkou, která měla blíže derivátu jednošroubé a jednoreaktorové třídy Delta, než k řešení původního Projektu 935, který měl ideální přední tvar útočných ponorek třídy Ščuka-B (v kódu NATO Akula).
Ponorky projektu 955 Borej byly vyzbrojeny následovnicí rakety Bark, třídou Bulava, která je stejně jako Bark na pevné palivo. Ponorky jsou vybaveny 16 sily pro rakety Bulava (v kódu NATO SS-N-32). V roce 2011 byly v rámci této třídy loděnicí Sevmaš stavěny tři jednotky pojmenované Kňaz Vladimir, Kňaz Oleg a Generalissimus Suvorov vylepšeného projektu Borej-A (955A).
Stavba úplně první ponorky Jurij Dolgorukij byla včetně testů kompletně dokončena roku 2012 a v lednu 2013 ponorka vstoupila do služby u Severní flotily. Druhá ponorka Alexandr Něvskij následovala v prosinci 2013 a třetí v prosinci 2014. Dosažení plných operačních schopností ponorek bránily problémy se střelou Bulava.
Původně byla plánována stavba osmi jednotek verzí 955 a 955A. Předpokládalo se, že následně výroba přejde na vylešený model 955B. Roku 2018 bylo oznámeno, že projekt 955B není součástí stavebního program na roky 2018–2027. Tento program však obsahuje stavbu dalších šesti ponorek projektu 955A, čímž jejich celkový počet stoupne na 14 jednotek.
Jednotky Projektu 955 a 955A:
| Jméno                        | Projekt | Založení kýlu     | Spuštěna           | Vstup do služby   | Status                         |
| ---------------------------- | ------- | ----------------- | ------------------ | ----------------- | ------------------------------ |
| K-535 Jurij Dolgorukij       | 955     | 2. listopadu 1996 | 12. února 2008     | 10. ledna 2013    | aktivní, severní flotila       |
| K-550 Alexandr Něvskij       | 955     | 19. března 2004   | 13. prosince 2010  | 21. prosince 2013 | aktivní, tichooceánská flotila |
| K-551 Vladimir Monomach      | 955     | 19. března 2006   | 30. prosince 2012  | 19. prosince 2014 | aktivní, tichooceánská flotila |
| K-549 Kňaz Vladimir          | 955A    | 30. července 2012 | 17. listopadu 2017 | 12. června 2020   | aktivní, severní flotila       |
| K-552 Kňaz Oleg              | 955A    | 27. července 2014 | 16. července 2020  | 21. prosince 2021 | aktivní, tichooceánská flotila |
| K-553 Generalissimus Suvorov | 955A    | 26. prosince 2014 | 25. prosince 2021  | 29. prosince 2022 | aktivní, tichooceánská flotila |
| K-554 Imperator Alexandr III | 955A    | 18. prosince 2015 | 29. prosince 2022  | 11. prosince 2023 | aktivní, tichooceánská flotila |
| K-555 Kňaz Požarskij         | 955A    | 23. prosince 2016 | 3. února 2024      | 24. července 2025 | aktivní, severní flotila       |
| K-??? Dmitrij Donskoj        | 955A    | 23. srpna 2021    |                    |                   | ve stavbě                      |
| K-??? Kňaz Poťomkin          | 955A    | 23. srpna 2021    |                    |                   | ve stavbě                      |

## Konstrukce

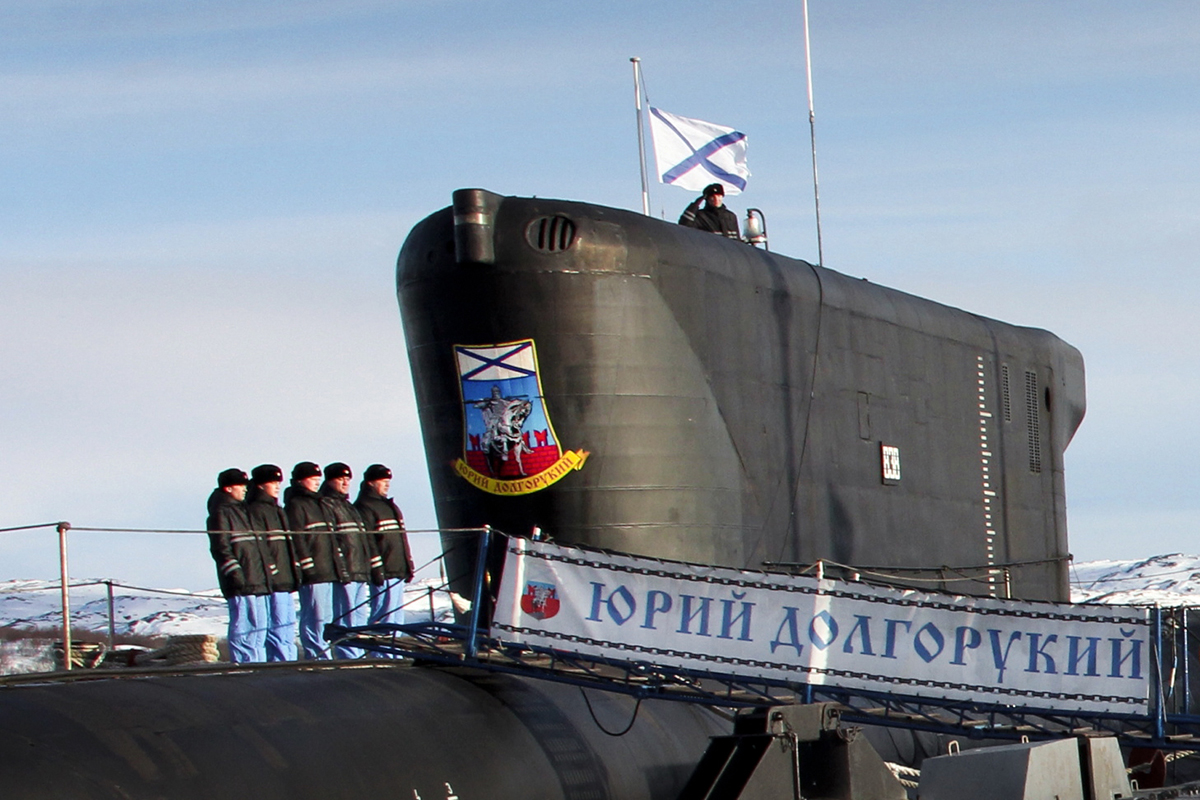
Detail věže

### Projekt 955
Torpédovou výzbroj představuje šest příďových 533mm torpédometů. Mimo torpéd mohou vypouštět například protiponorkové a protilodní střely RPK-2 Viyuga (v kódu NATO SS-N-15 Starfish), kterých mají nést šest kusů. Za bojovou věží ponorek jsou umístěna sila pro 16 balistických raket SS-N-32 Bulava. Rakety Bulava mohou nést až šest jaderných hlavic o síle 150 kT TNT. Jejich dosah činí 8000–10 000 km. Pohonný systém tvoří jeden tlakovodní reaktor ОК-650В, parní turbína a vodní trysky. Nejvyšší rychlost ponorek dosahuje 15 uzlů na hladině a 29 uzlů pod hladinou.

### Projekt 955A
Vylepšená verze projekt 955A byl měla mít sníženou hlučnost, lepší manévrovací schopnosti a kvalitnější senzory. Výzbroj ponorek byla zesílena na 20 balistických raket oproti 16 u základního modelu.